# Hloh jednosemenný
Hloh jednosemenný (Crataegus monogyna) je druh hlohu mající původ v Evropě, severozápadní Africe a západní Asii. Vyskytuje se i v dalších částech světa, kde může být invazním druhem. Je tolerantní na půdu, ale preferuje vápnité a jílovité podloží. Hloh jednosemenný je význačným příbuzným, ale méně rozšířeným, hlohu obecného (C. laevigata). Je to rozkladitý keř až stromek z čeledi růžovitých (Rosaceae) dorůstající výšky až 12 metrů. Jako statný keř dorůstá výšky 2–6 metrů. Jedná se o výrazně
světlomilnou a teplomilnou dřevinu. Obývá převážně slunné křoviny, světlé listnaté lesy, lesní okraje, skály, smíšené lesy a vyskytuje se také podél cest. Je hojný především v teplejších oblastech.

## Popis
Hloh jednosemenný je malý keř, 5–14 m vysoký s hustou korunou. Má matně hnědou kůru s vertikálními oranžovými trhlinami. Mladší stonky nesou ostré trny, 1–1,5 cm dlouhé. Listy jsou střídavé, 2–4 cm dlouhé, obvejčité a hluboce laločnaté, někdy téměř až k hlavní žilce listu, s laloky široce rozšířenými. Horní plocha listů je tmavozelená, naspodu jsou světlejší.
Hermafroditní květy kvetou pozdě na jaře (v domovské oblasti květen až počátek června), květenstvím je chocholík s 5–25 květy. Květ má asi 1 cm v průměru, má pět bílých, růžových až červených korunních lístků, četné červené tyčinky a jednu čnělku, mírně páchnou. Květy opylované komáry, včelami a jiným hmyzem na konci roku dávají plody – malvice, nazývané hložinky. Hložinky jsou malé, oválné, tmavě červené barvy asi 1 cm dlouhé, vypadají jako bobule, ale strukturou se jedná o malvice, obsahující jediné semeno (odtud český název).
Hložinky jsou důležité pro zimní ptáky, hlavně drozdy a brkoslavy, tito ptáci je pojídají a roznášejí semena svým trusem. Husté rozvětvení poskytuje ideální místo pro hnízdění. Na četné trny napichuje svou kořist ťuhýk.

## Význam

### Léčitelství
Hloh jednosemenný je jedním z nejběžnějších druhů hlohu užívaných v tradičním lidovém léčitelství, ve kterém je používán s prokazatelnými výsledky pro léčení srdeční arytmie. Používají se větvičky jak s listy, tak s květy nebo alternativně hložinky jako ovoce. Společně s dalšími druhy hlohu má použití i v moderní medicíně. Jsou zdrojem antioxidantů, používá se zejména extrakt z listů s květy. Látky obsažené v hlohu posilují činnost srdce, zlepšují prokrvení věnčitých cév a snižují spotřebu kyslíku (energie) při práci srdce.

### Zahradnictví
Hloh bývá často využíván do živých plotů, tradiční živé ploty jsou tvořeny právě tímto druhem. Používá se i dřevo, které dobře hoří a málo kouří. Jsou známí četní kříženci, kteří jsou používáni jako okrasné keře v zahradách. Nejpoužívanější kříženec je C. × media (C. monogyna × C. laevigata) s několika známými odrůdami, včetně velmi populární 'Paul's Scarlet' s tmavými růžovými dvojitými květy.

### Domácnost
Plody hlohu, nazývané hložinky, jsou jedlé za syrova, ale obvykle se používají na přípravu rosolů, džemů, sirupů a vína, nebo se přidávají do brandy. Jsou dužnaté a mají jemnou chuť. Jedlé jsou také okvětní lístky, stejně jako mladé listy trhané na jaře, a přidávají se do salátů.

## Podobné druhy
Taxonomie rodu Crataegus je velmi složitá. Hlavními diakritickými znaky jsou palisty, kališní ušty na plodech, počet semen v malvicích a laločnatost i charakter pilovitého okraje laloků čepele. V rámci rodu dochází též k častému vzniku kříženců. Podobným druhem je zejména hloh obecný (Crataegus laevigata).

## Galerie

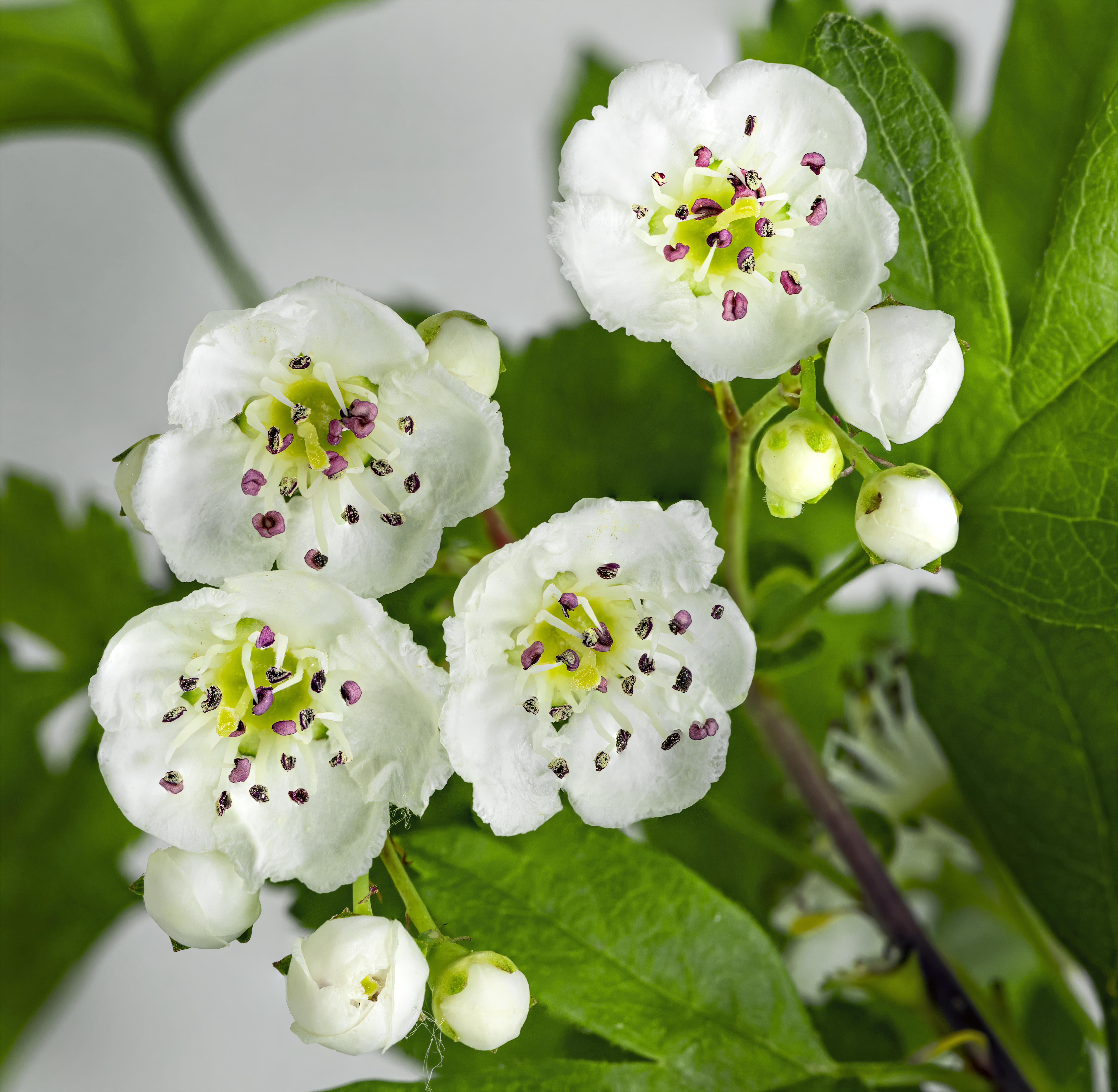
Květy hlohu jednosemenného
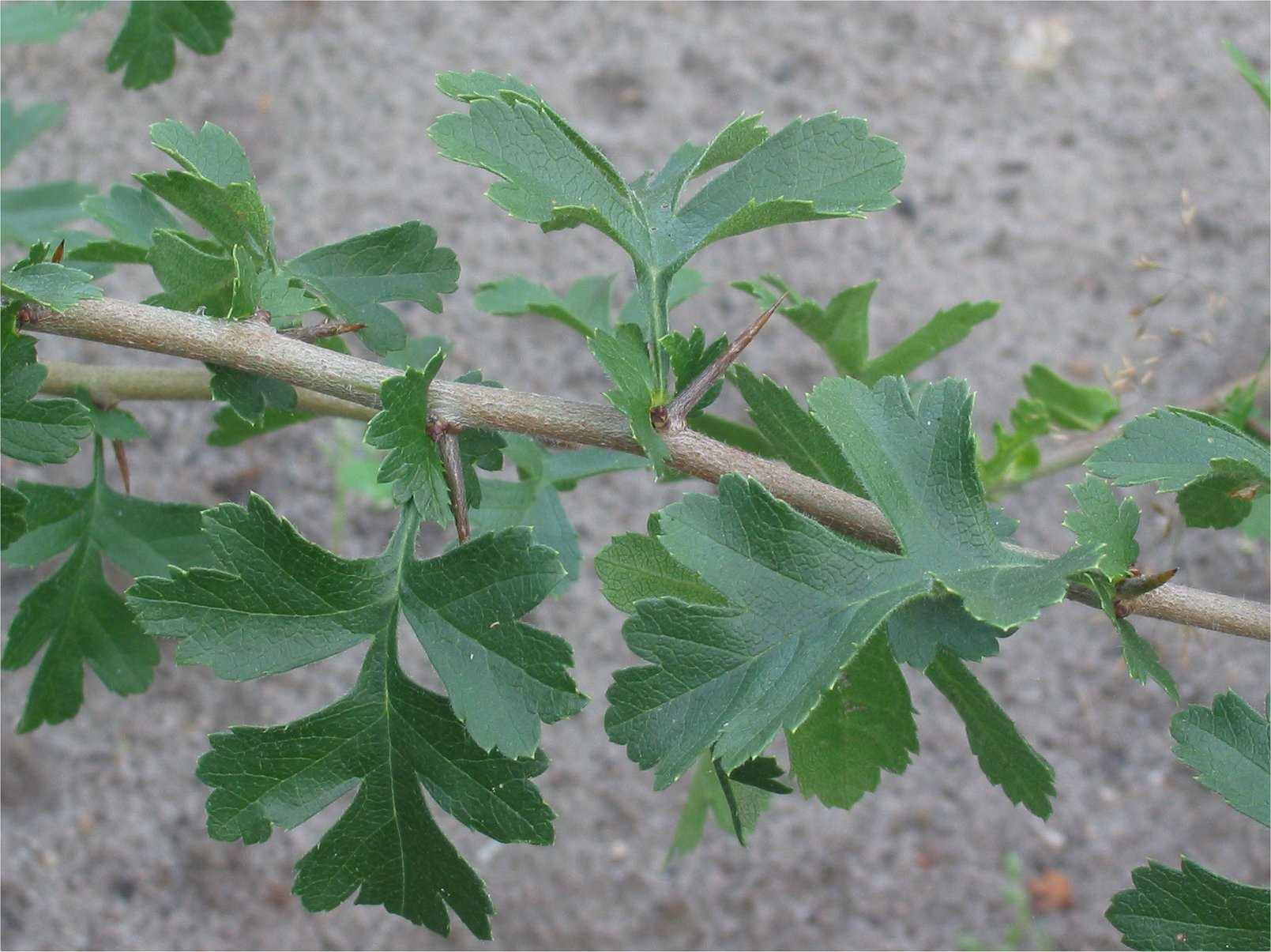
Trny, listy a palisty
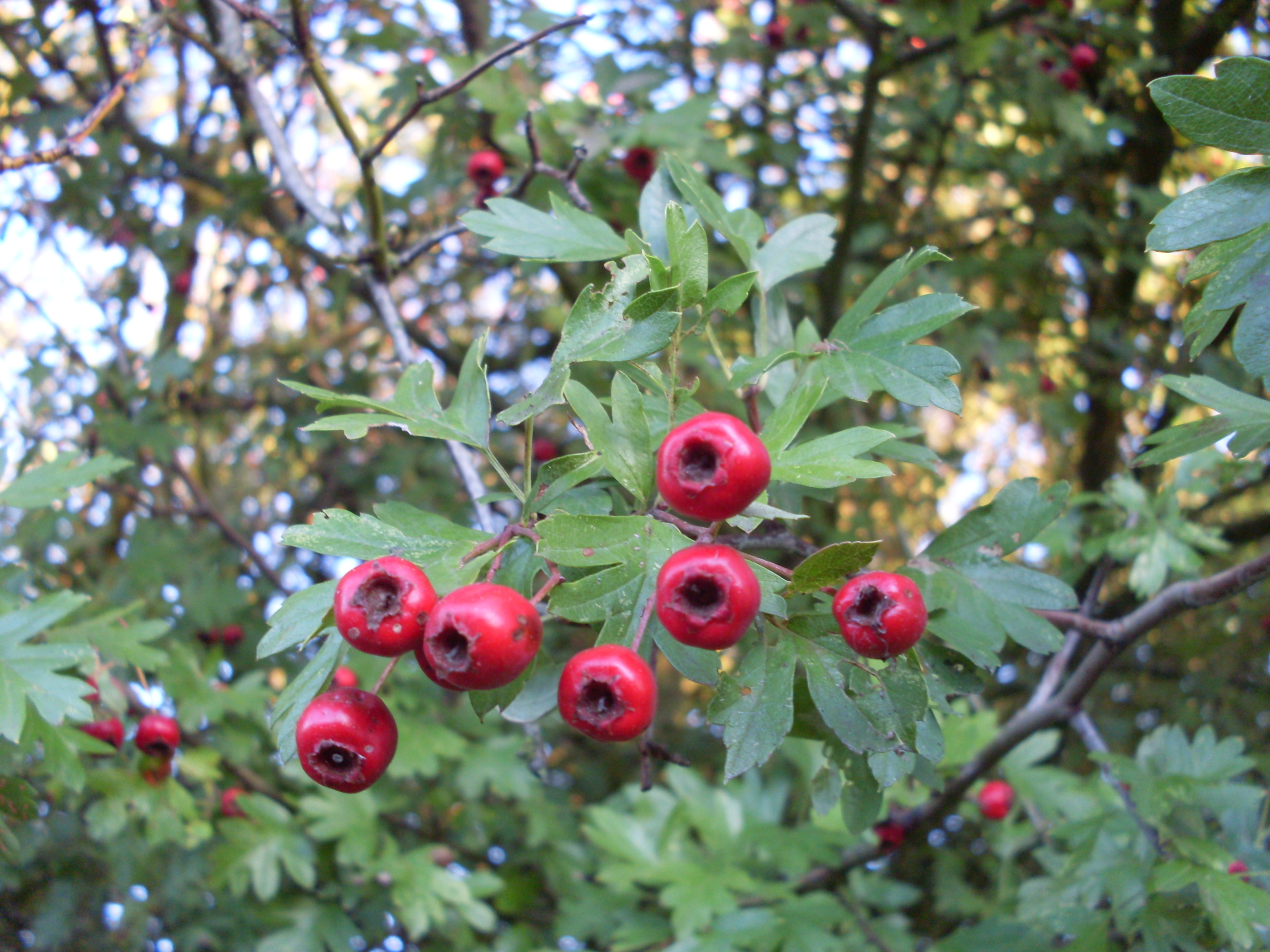
Plody (hložinky)
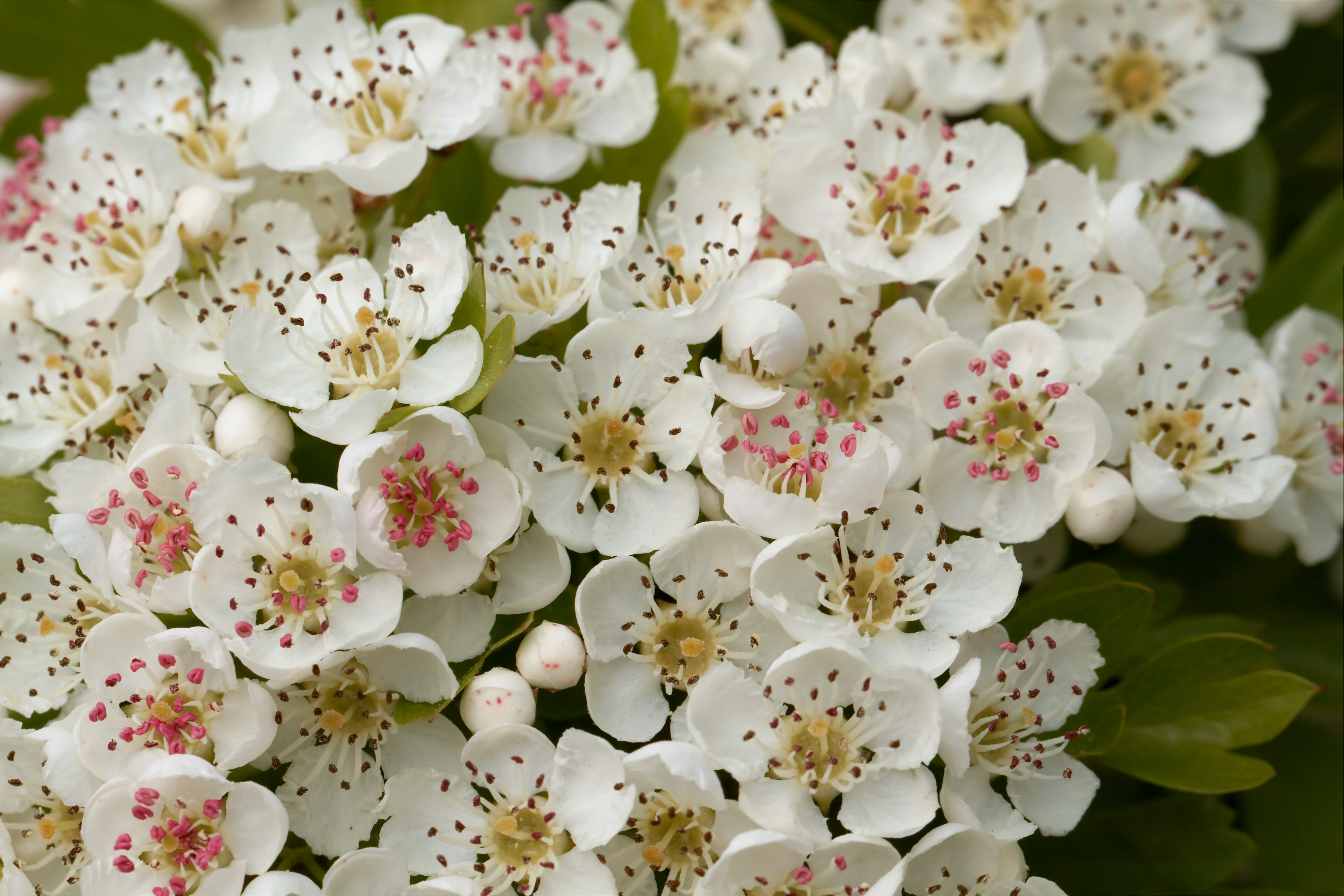
Detail květenství